# Simon Mann (Rennfahrer)

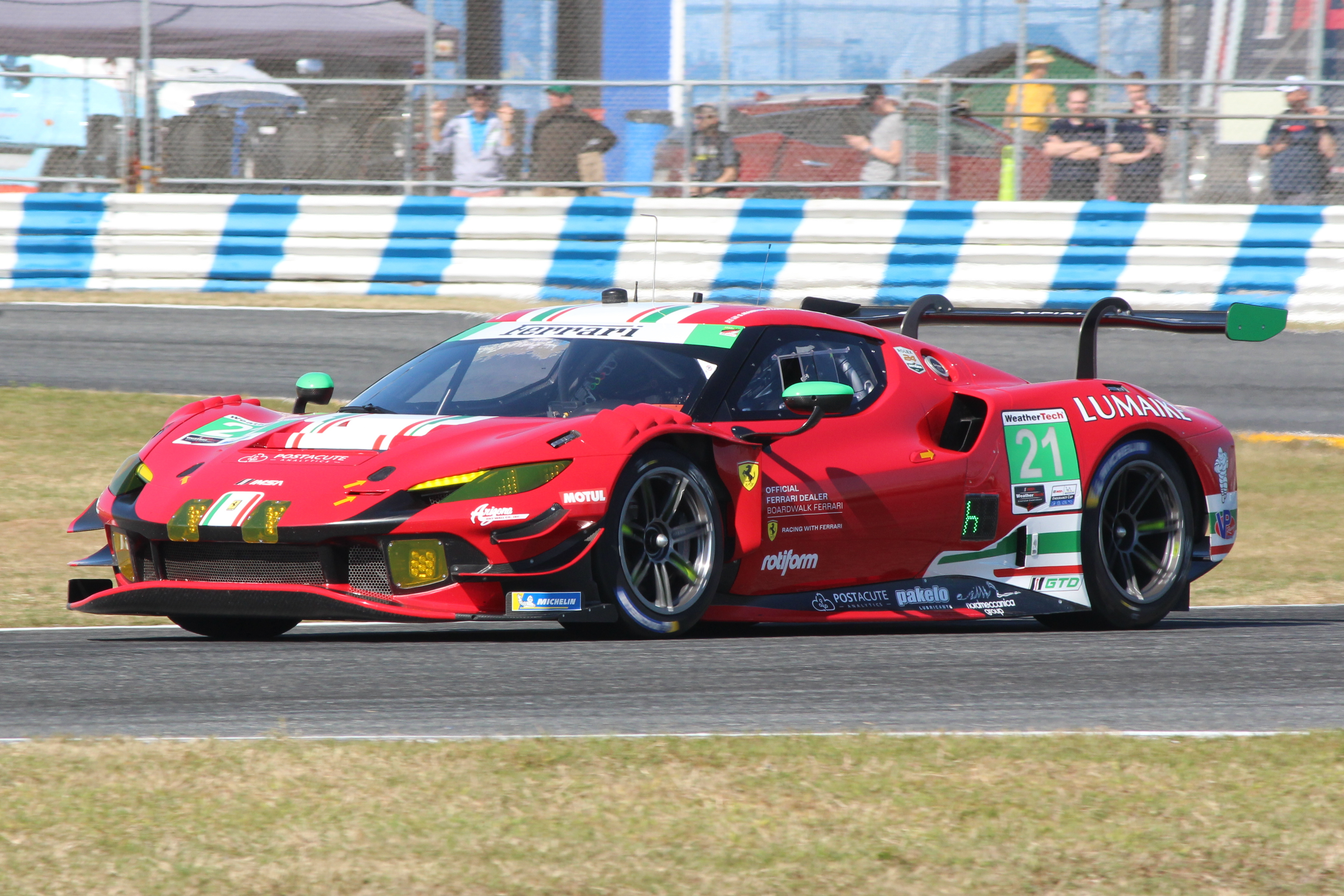
Der von Simon Mann gefahrene Ferrari 296 GT3 beim 24-Stunden-Rennen von Daytona 2023

Simon Mann (* 10. Februar 2001 in Paris) ist ein US-amerikanischer Autorennfahrer, der seine Renneinsätze mit einer italienischen Fahrerlizenz bestreitet. Er ist der Sohn von Peter Ashley Mann.

## Karriere als Rennfahrer
Simon Mann, der sowohl die US-amerikanische als auch die italienische Staatsbürgerschaft besitzt, begann seine Fahrerkarriere 2019 in der italienischen GT-Meisterschaft, wo er Meisterschaftsdritter in der GT3-Klasse wurde. Als er 2021 diese Meisterschaft gewann, war er bereits regelmäßiger Teilnehmer der FIA-Langstrecken-Weltmeisterschaft. 2022 fuhr er dort einen Ferrari 488 GTE Evo von AF Corse und gab sein Debüt beim 24-Stunden-Rennen von Le Mans. Als Partner von Christoph Ulrich und Toni Vilander erreichte er den 41. Rang in der Gesamtwertung.

## Statistik

### Le-Mans-Ergebnisse
| Jahr | Team           | Fahrzeug            | Teamkollege      | Teamkollege    | Platzierung | Ausfallgrund |
| ---- | -------------- | ------------------- | ---------------- | -------------- | ----------- | ------------ |
| 2022 | AF Corse       | Ferrari 488 GTE Evo | Christoph Ulrich | Toni Vilander  | Rang 41     |              |
| 2023 | AF Corse       | Ferrari 488 GTE Evo | Ulysse de Pauw   | Julien Piguet  | Ausfall     | Unfall       |
| 2024 | Vista AF Corse | Ferrari 296 GT3     | François Hériau  | Alessio Rovera | Rang 33     |              |
| 2025 | Vista AF Corse | Ferrari 296 GT3     | François Hériau  | Alessio Rovera | Rang 34     |              |

### Sebring-Ergebnisse
| Jahr | Team     | Fahrzeug                 | Teamkollege           | Teamkollege        | Platzierung | Ausfallgrund |
| ---- | -------- | ------------------------ | --------------------- | ------------------ | ----------- | ------------ |
| 2022 | AF Corse | Ferrari 488 GT3 Evo 2020 | Toni Vilander         | Luís Pérez Companc | Rang 24     |              |
| 2023 | AF Corse | Ferrari 296 GT3          | Francesco Castellacci | Miguel Molina      | Rang 35     |              |
| 2024 | AF Corse | Ferrari 296 GT3          | François Hériau       | Miguel Molina      | Ausfall     | Unfall       |
| 2025 | AF Corse | Ferrari 296 GT3          | Alessandro Pier Guidi | Lilou Wadoux       | Ausfall     | Motorschaden |

### Einzelergebnisse in der FIA-Langstrecken-Weltmeisterschaft
| Saison | Team     | Rennwagen       | 1   | 2   | 3   | 4   | 5   | 6   | 7   | 8   |
| ------ | -------- | --------------- | --- | --- | --- | --- | --- | --- | --- | --- |
| 2021   | AF Corse | Ferrari 488 GTE | SPA | POR | MON | LEM | BAH | BAH |     |     |
| 2021   | AF Corse | Ferrari 488 GTE | 28  |     |     |     |     |     |     |     |
| 2022   | AF Corse | Ferrari 488 GTE | SEB | SPA | LEM | MON | FUJ | BAH |     |     |
| 2022   | AF Corse | Ferrari 488 GTE | 28  | 31  | 41  | 28  | 32  | 33  |     |     |
| 2023   | AF Corse | Ferrari 488 GTE | SEB | POR | SPA | LEM | MON | FUJ | BAH |     |
| 2023   | AF Corse | Ferrari 488 GTE | 20  | 25  | 25  | DNF | 30  | 34  |     |     |
| 2024   | AF Corse | Ferrari 296 GT3 | KAT | IMO | SPA | LEM | SAO | AUS | FUJ | BAH |
| 2024   | AF Corse | Ferrari 296 GT3 | 22  | 21  | 28  | 33  | 24  | 25  | 18  | 15  |
| 2025   | AF Corse | Ferrari 296 GT3 | KAT | IMO | SPA | LEM | SAO | AUS | FUJ | BAH |
| 2025   | AF Corse | Ferrari 296 GT3 | 22  | DNF | 15  | 34  | 30  |     |     |     |